# 늑대소굴

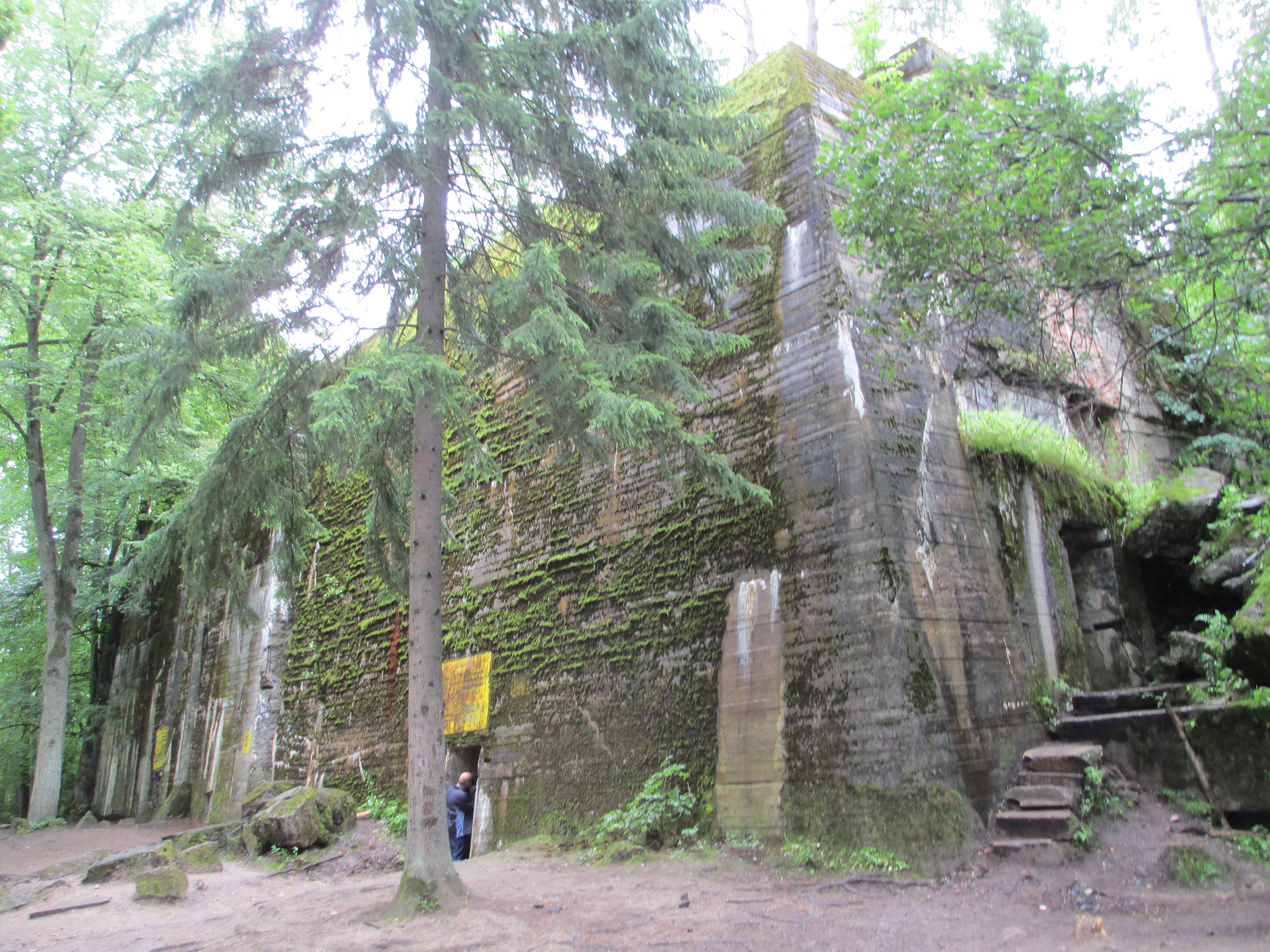
볼프스찬제에 있는 히틀러의 강화 벙커

늑대소굴(독일어: Wolfsschanze 볼프스샨체[*])은 제2차 세계 대전 당시 아돌프 히틀러의 개인 동부전선 지휘본부이다. 독일 및 점령지 전역에 산재해 있던 22개소의 퓌러본부 중 한 곳으로, 1941년 바르바로사 작전이 시작되면서 건설되었다. 1944년 히틀러 암살 미수 사건 당시 클라우스 폰 슈타우펜베르크 대령이 히틀러를 폭탄으로 암살하려 시도한 곳이 이곳이다. 전쟁 당시에는 동프로이센령에 소재했으며, 독일이 동프로이센에 대한 영유를 상실 및 포기함에 따라 현재는 폴란드 땅에 있다.

## 같이 보기
- 퓌러본부
- 트라우들 융에
- 알베르트 슈페어